# Nascia acutellus
Nascia acutellus là một loài bướm đêm trong họ Crambidae.